# ALL!!!!!!
『ALL!!!!!!』（オール）は100sのセカンドアルバム。2007年5月16日発売。

## 解説
- 2年ぶりのアルバム。今作は「蘇州夜曲」を除くすべての楽曲を中村が担当。
- CD+DVD、CDのみの2形態で発売。DVDには「蘇州夜曲」を除く全楽曲のPVを収録。

## 収録曲
全作詞・作曲:中村一義　編曲：100s 
「蘇州夜曲」(#9)（作詞:西条八十　作曲:服部良一）
1. そうさ世界は (3:22)
2. 希望 (4:31)
3. まんまる (2:39)
4. なぁ、未来。 (3:36)
5. Q&A (4:13)
6. シンガロング (3:35)
7. あの荒野に花束を (5:37)
8. つたえるよ (3:55)
9. 蘇州夜曲 (0:58)
10. ももとせ (4:09)
11. もしこのまま (4:00)